# Hugh McIlmoyle
Hugh McIlmoyle (Port Glasgow, 29 gennaio 1940) è un ex calciatore scozzese, di ruolo attaccante.

## Carriera
Tra il 1955 ed il 1960 gioca con i dilettanti scozzesi del Port Glasgow, club della sua città natale; nell'estate del 1960 si trasferisce al Leicester City, club della prima divisione inglese, con cui nella stagione 1960-1961 esordisce tra i professionisti, realizzando 4 reti in 7 partite di campionato. Grazie alla finale persa in FA Cup per 2-0 contro il Tottenham campione nazionale (partita in cui peraltro gioca anche da titolare), nella stagione 1961-1962 oltre a segnare una rete in 13 presenze in campionato gioca anche una partita in Coppa delle Coppe, realizzandovi peraltro una rete.
Nell'estate del 1962 si trasferisce al Rotherham Utd, club del campionato di Second Division, con cui realizza 4 reti in 12 presenze per poi essere ceduto a stagione in corso al Carlisle Utd, in quarta divisione, categoria nella quale conquista una promozione. Dopo una retrocessione nella Third Division 1962-1963, l'anno seguente conquista una seconda promozione dalla quarta alla terza divisione, vincendo anche il titolo di capocannoniere del campionato con 39 reti.
Nell'estate del 1964 lascia il club dopo complessive 44 reti in 77 partite di campionato per passare al Wolverhampton, club di prima divisione, con cui nella stagione 1964-1965 mette a segno 7 reti in 25 partite di campionato, retrocedendo però in seconda divisione, categoria in cui gioca nel biennio successivo sempre con i Wolves per un totale di 65 presenze e 18 reti in questa categoria; trascorre poi l'intero anno solare 1967 al Bristol City, totalizzandovi 20 presenze e 4 reti a cavallo tra la Second Division 1966-1967 e la Second Division 1967-1968, campionato nel quale gioca poi anche con il Carlisle, club dove trascorre anche l'intera Second Division 1968-1969 ed i primi mesi della stagione 1969-1970, per un totale di ulteriori 79 presenze e 30 reti in seconda divisione.
Il resto della Second Division 1969-1970 e l'intera Second Division 1970-1971 lo vedono ancora protagonista in seconda divisione ma con il Middlesbrough: nella prima delle due stagioni sfiora anche la promozione in massima serie, ed in totale fa registrare 70 presenze e 19 reti in partite di campionato; anche nelle 2 stagioni successive gioca con buona continuità in seconda divisione (60 partite e 10 gol), questa volta con la maglia del Preston N.E..
Nell'estate del 1973 torna dopo 13 stagioni a giocare in Scozia: per la stagione 1973-1974 veste infatti la maglia del Greenock Morton, club con cui mette a segno 8 reti in 28 presenze nella prima divisione scozzese; torna poi per un'ultima stagione al Carlisle, ultimo classificato nella First Division 1974-1975 (primo campionato di prima divisione disputato dal club nella sua storia), dove colleziona 18 presenze e 2 reti (per un totale quindi di 165 partite e 73 gol in partite di campionato nel club); infine, chiude la carriera con un'ultima esperienza al Greenock Morton, con cui nella stagione 1975-1976 segna un gol in 7 presenze nella seconda divisione scozzese.

## Palmarès

### Club

#### Competizioni regionali
- Glasgow Dryburgh Cup: 1

Port Glasgow: 1957-1958

### Individuale
- Capocannoniere della quarta divisione inglese: 1

1963-1964 (39 gol)